# Sloanea trichosticha
Sloanea trichosticha är en tvåhjärtbladig växtart som beskrevs av R. O.Williams & Sandwith. Sloanea trichosticha ingår i släktet Sloanea och familjen Elaeocarpaceae. Inga underarter finns listade i Catalogue of Life.